# Promonotus erinacea
Promonotus erinacea är en plattmaskart som beskrevs av Ernst Marcus 1949. Promonotus erinacea ingår i släktet Promonotus och familjen Monocelididae. Inga underarter finns listade i Catalogue of Life.